# Robinson Crusoe

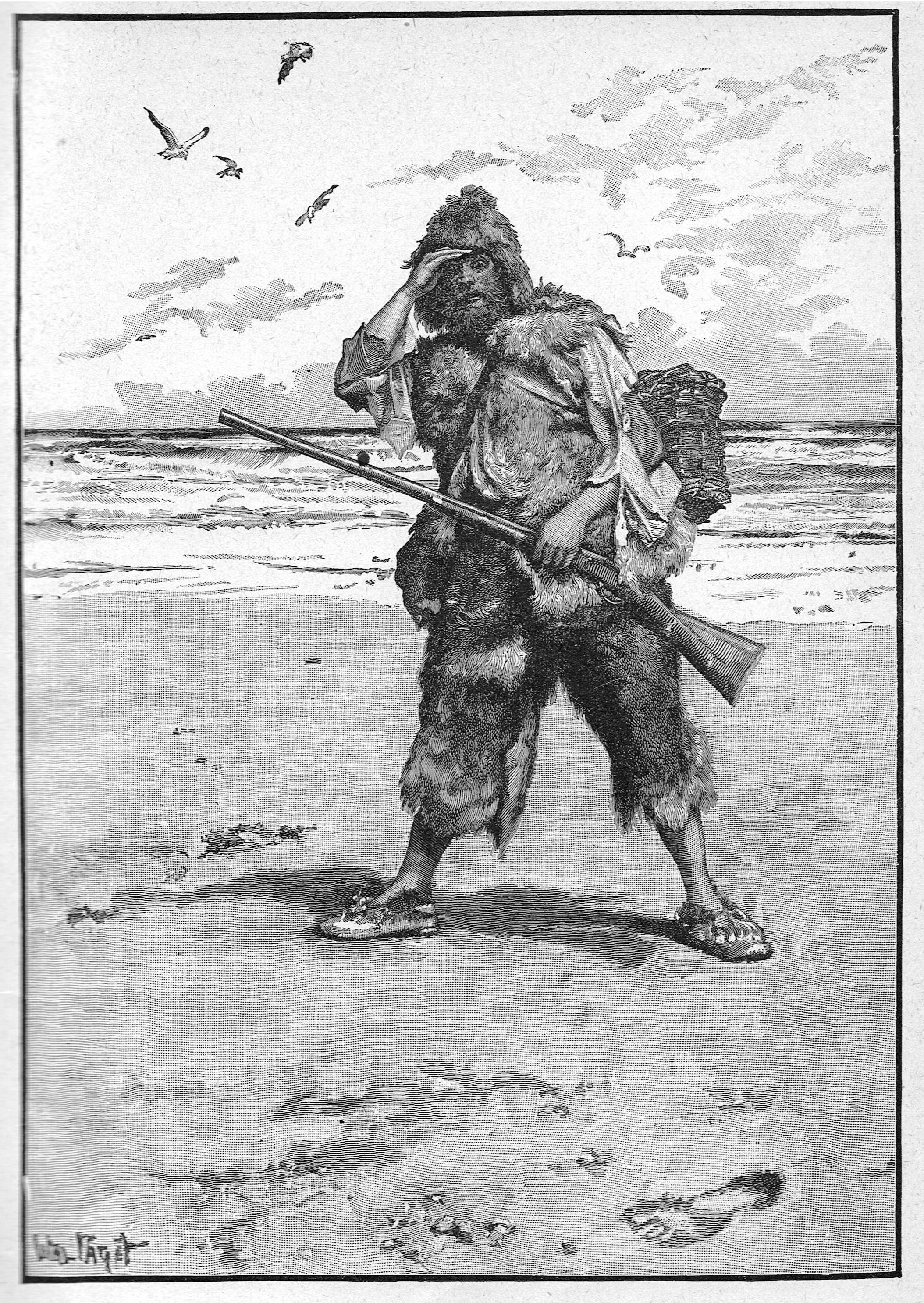
Robinson Crusoe von Walter Paget (1894)

Robinson Crusoe [ˌrɒbɪnzɔn ˈkruːsoʊ] ist ein Roman von Daniel Defoe, in dem die Geschichte eines Seemannes erzählt wird, der als Schiffbrüchiger rund 28 Jahre auf einer Insel verbringt. Das Buch erschien 1719. Das literarische Motiv des Eingeschlossenseins auf einer Insel wird nach ihm auch als Robinsonade bezeichnet.
Der Titel des englischen Originals lautet: The Life and Strange Surprizing Adventures of Robinson Crusoe of York, Mariner: Who lived Eight and Twenty Years, all alone in an un-inhabited Island on the Coast of America, near the Mouth of the Great River of Oroonoque; Having been cast on Shore by Shipwreck, wherein all the Men perished but himself. With An Account how he was at last as strangely deliver’d by Pirates. Written by Himself. („Das Leben und die seltsamen überraschenden Abenteuer des Robinson Crusoe aus York, Seemann, der achtundzwanzig Jahre allein auf einer unbewohnten Insel an der Küste von Amerika lebte, in der Nähe der Mündung des großen Flusses Orinoco; durch einen Schiffbruch an Land gespült, bei dem alle außer ihm ums Leben kamen. Mit einer Aufzeichnung, wie er endlich seltsam durch Piraten befreit wurde. Geschrieben von ihm selbst.“)
Der große Erfolg des Buches – nach der Erstveröffentlichung am 25. April 1719 erschienen im selben Jahr drei weitere Auflagen – führte zur Fortsetzung The Farther Adventures of Robinson Crusoe vom 20. August 1719 und einem eigentümlichen Nachklapp unter dem nunmehr eingeführten „Markennamen“ Serious Reflections during the Life and Surprising Adventures of Robinson Crusoe, with his Vision of the Angelick World. Written by himself (6. August 1720).
Einer der Illustratoren des Buches (um 1894) war der Brite Walter Paget (1863–1935).

## Inhalt

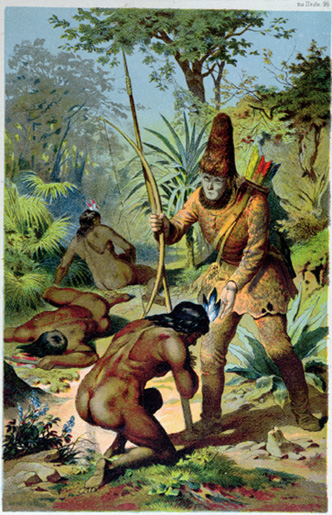
Robinson Crusoe und Freitag auf einem Gemälde von Carl Offterdinger (1829–1889)

Der Ich-Erzähler und Protagonist Robinson Crusoe wird 1632 in York als Sohn eines nach England ausgewanderten Bremer Kaufmanns mit dem ursprünglichen Namen Kreutzner (Kreutznaer) geboren. Sein Vater schärft dem jungen Robinson ein, er gehöre in den Mittelstand, und warnt ihn eindringlich davor, zur See zu gehen, dort werde er untergehen. Robinson missachtet diese Ermahnungen und wird auf einer seiner ersten Fahrten vor der Küste Nordafrikas von Piraten überfallen und versklavt. Nach zweijähriger Gefangenschaft in der marokkanischen Hafenstadt Salé gelingt es ihm, zusammen mit dem ebenfalls versklavten Jungen Xury zu fliehen; beide segeln entlang der afrikanischen Atlantikküste nach Süden. Schließlich werden sie auf hoher See von einem portugiesischen Kapitän aufgenommen. Er bringt sie über den Atlantischen Ozean nach Brasilien; Robinson verkauft Xury an den Kapitän, lässt sich von ihm aber schriftlich zusichern, dass Xury nach zehn Jahren Dienst, falls er sich zum Christentum bekehrt habe, freigelassen werden soll.
In Brasilien kommt Robinson durch Handel schnell zu Geld. Er erwirbt eine Zuckerplantage und bewirtschaftet sie. Um für seine und andere Plantagen schwarze Sklaven aus Guinea zu holen, geht er wieder zur See. Bei einem Sturm in der Karibik überlebt er als einziger einen Schiffbruch. Er strandet an einer Insel im Mündungsgebiet des Orinoco. Robinson kann an den folgenden Tagen mit einem selbstgebauten Floß noch verschiedene Ausrüstungsgegenstände aus dem Schiffswrack retten, bevor es nach einem weiteren Sturm untergeht. Für Robinson wird die Rettung auf der Insel zur neuen „Ortsbestimmung und Wiedergeburt des kreativen Vermögens. [...] Die existentielle Notsituation lässt sich nur durch Arbeit [...] kompensieren“, indem Robinson wie ein neugeborenes Individuum selbst „alle notwendigen handwerklichen Arbeiten“ erforscht, probiert und ausführt.
Robinson baut sich eine kleine Festung und rüstet sie mit vom Schiff geretteten Musketen aus. Er beginnt, Gerste anzubauen, zu jagen und Kleidung aus den Fellen verwilderter Ziegen herzustellen. Etwa am zwölften Tag nach seiner Landung errichtet er ein großes Kreuz, in das er den 30. September 1659 als Datum seiner Ankunft auf der Insel einritzt, und beschließt, fortan jeden Tag eine Kerbe in das Kreuz zu ritzen. Auch führt er, bis ihm die Tinte ausgeht, ein Tagebuch. All dies tut er mit äußerster Vorsicht, weil er sich auf der Insel nicht sicher fühlt.
Robinson erkrankt ernsthaft. Im Fieber erscheint ihm ein Mann, der von einer schwarzen Wolke auf einer großen Flamme herabsteigt und ihm sagt, dass sein Leben ihn noch nicht zur Reue gebracht habe. Robinson wird wieder gesund. Zuvor nicht religiös, erstarkt nun sein Glauben an Gott, dem er sein Leben und alles zu verdanken glaubt, was er auf der Insel besitzt. So liest er jeden Morgen in einer Bibel, die er vom Schiff bergen konnte.
Abseits seiner Festung errichtet Robinson eine Laube. Bei einer Expedition zum Westende der Insel macht er in einiger Entfernung Land im Ozean aus. Auf der Insel gefangene Ziegen verwendet er zur Zucht und gelangt so zu einer eigenen Ziegenherde.

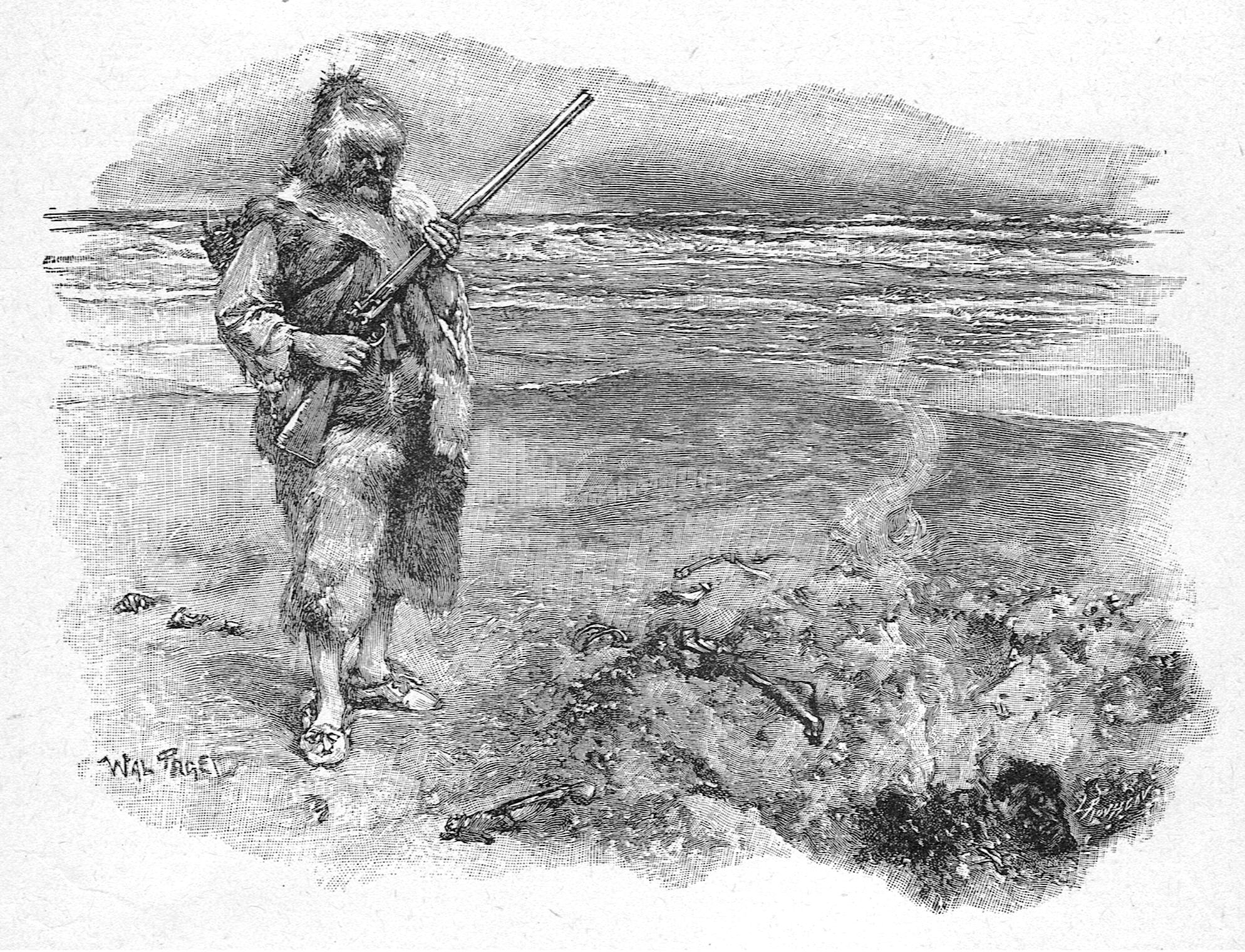
Crusoe findet Reste einer Kannibalenmahlzeit (von W. Paget)

Eines Tages entdeckt er im Sand einen Fußabdruck, der größer ist als sein eigener. Zwei Jahre später findet er am Strand die Überreste eines Kannibalengelages. Die Insel wird offenbar bisweilen von Kannibalen besucht, die dort ihr Mahl abhalten.
Eines Nachts träumt Robinson, dass Kannibalen die Insel, auf der er lebt, mit einem Opfer aufsuchen, das jedoch entkommt und zu Robinson läuft. Tatsächlich erscheinen anderthalb Jahre später wieder „Wilde“ auf der Insel, und eines ihrer vorgesehenen Schlachtopfer läuft, von zwei Kannibalen verfolgt, auf Robinsons Versteck zu. Robinson und dem Verfolgten gelingt es, die beiden Kannibalen zu töten. Den zu ihm geflohenen Mann, der später sein Freund und Diener wird, nennt Robinson Freitag zur Erinnerung an den Tag, an dem er ihm das Leben gerettet hat. Er bringt Freitag die englische Sprache bei, macht ihn mit der europäischen Lebensweise vertraut und führt ihn an die christliche Lehre heran.
Bevor Robinson nach 28 Jahren gerettet wird, gelingt es ihm und Freitag, einen schiffbrüchigen Spanier und einen anderen Eingeborenen aus den Händen der Kannibalen zu befreien, die wieder ein Festmahl auf der Insel abhalten wollen. Der gerettete Eingeborene ist Freitags Vater, und der Spanier berichtet, dass weitere mit ihm gestrandete Spanier auf Freitags Heimatinsel ein klägliches Dasein fristen. So wird beschlossen, dass Freitags Vater mit dem Spanier losfahren soll, um die anderen Europäer zu Robinsons Insel zu bringen.
Während die beiden noch unterwegs sind, ankert eines Tages ein englisches Schiff vor der Insel, dessen Mannschaft gemeutert und beschlossen hat, den Kapitän und noch zwei andere auf der scheinbar unbewohnten Insel auszusetzen. Robinson, dem Kapitän und seinen Gefolgsleuten gelingt es, das Schiff mit List und Gewalt zurückzuerobern. Nun werden die überlebenden Rädelsführer der Meuterei auf der Insel ausgesetzt, und Robinson fährt am 19. Dezember 1686 nach England zurück, wo er am 11. Juni 1687 nach 35 Jahren Abwesenheit eintrifft.
Von dort schifft er sich mit Freitag nach Lissabon ein, wo er den alten portugiesischen Kapitän wiedertrifft, der ihm Rechenschaft über seine Pflanzungen in Brasilien gibt. Robinson erfährt, dass er zu einem wohlhabenden Mann geworden ist, da seine Plantage ein kleines Vermögen eingebracht hat. Für die Rückkehr nach England benutzen Robinson und Freitag zunächst den Landweg, auf dem sie Abenteuer mit Wölfen und einem Bären bestehen. Zurück in England verkauft Robinson seine Pflanzungen in Brasilien, legt das Geld an und heiratet.
Nach dem Tod seiner Frau besucht er die Insel erneut. Die Spanier haben sich nach zunächst heftigen Kämpfen mit den Meuterern geeinigt, da die Insel von Kannibalen angegriffen wurde. Die Bewohner bilden inzwischen eine friedliche Kolonie, zu der Robinson bei späteren Besuchen sogar Neuansiedler bringen kann.

## Hintergrund der Geschichte

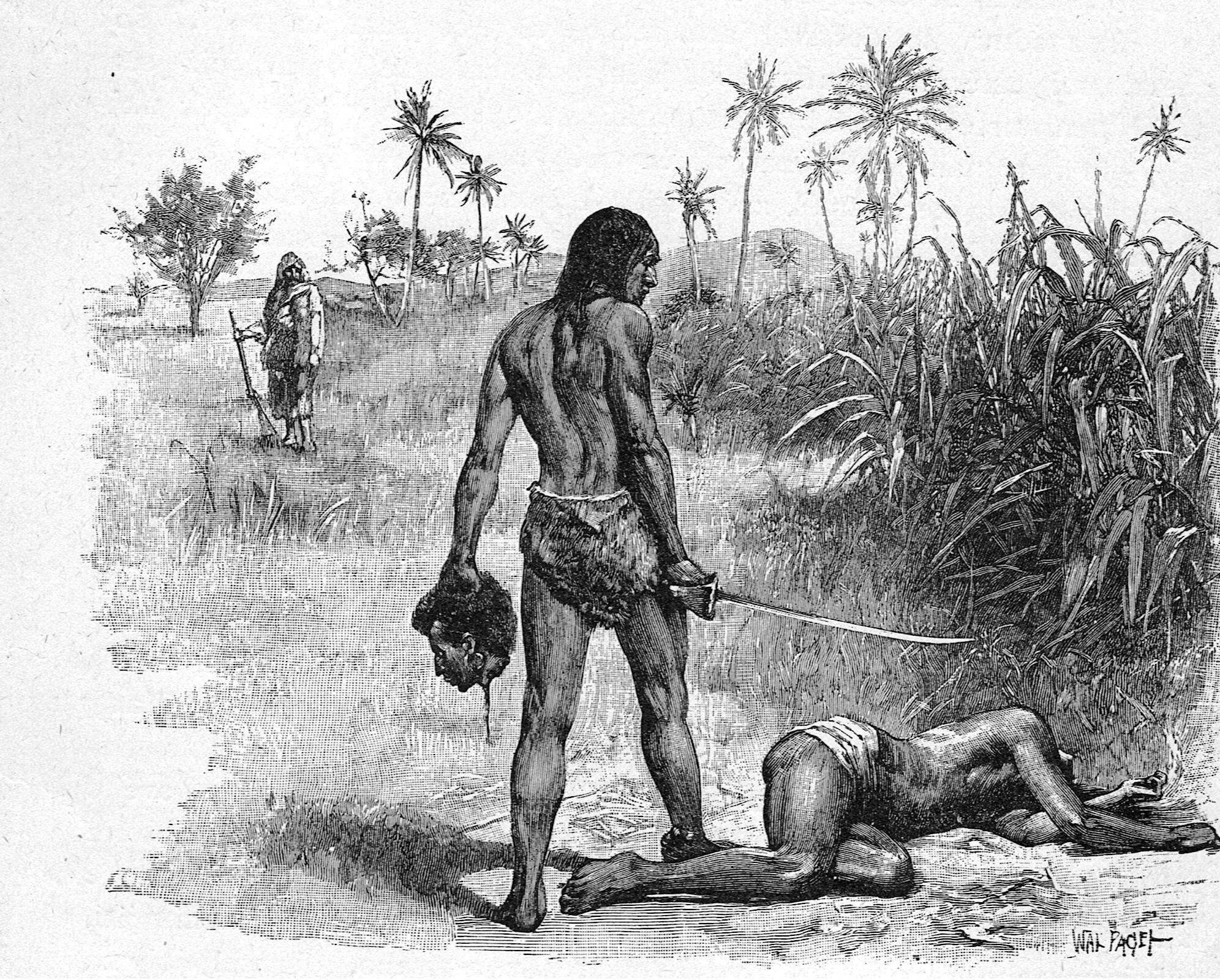
Freitag (Illustration von W. Paget)

Die Geschichte von Robinson Crusoe kann auf das Leben des Abenteurers Alexander Selkirk zurückgeführt werden. Dieser gehörte zur Mannschaft des Freibeuters William Dampier und wurde 1704 nach einem Streit mit seinem Kapitän auf der zum Juan-Fernández-Archipel gehörenden Insel Más a Tierra, die heute Robinson Crusoe heißt, ausgesetzt. Selkirk blieb vier Jahre und vier Monate auf der Insel, bis er am 2. Februar 1709 gerettet wurde. Nach seiner Rückkehr nach England zeichnete Richard Steele Selkirks Geschichte auf und veröffentlichte sie 1713 in seiner Zeitschrift „The Englishman“. Vermutlich ließ sich Daniel Defoe durch diesen Text zu seinem Roman Robinson Crusoe anregen. Angeblich soll Defoe Selkirk auch in dem noch heute existierenden Pub (Llandoger Trow) in Bristol getroffen haben. Auch die Erlebnisse von Philip Ashton (1702–1746) aus Marblehead, der von Piraten entführt wurde und 18 Monate auf der unbewohnten Karibikinsel Roatán lebte, dienten Defoe zum Vorbild.
Der Klassiker wurde bereits kurz nach seinem Erscheinen auf einen Abenteuerroman reduziert – Defoes Original ist eine zweiteilige Gesellschaftskritik, bei der nur der erste Teil von Robinsons Zeit auf der Insel handelt.

## Rezeption im deutschsprachigen Raum

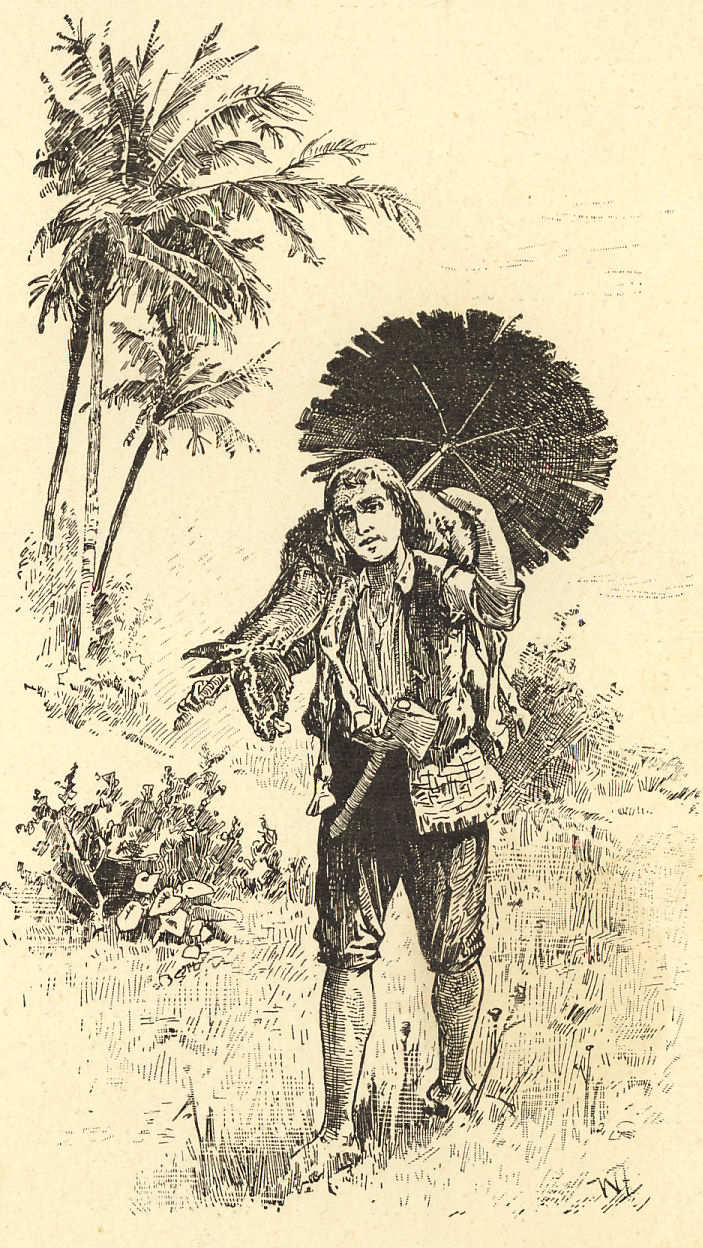
Robinson Crusoe mit Sonnenschirm von Offterdinger & Zweigle, um 1880

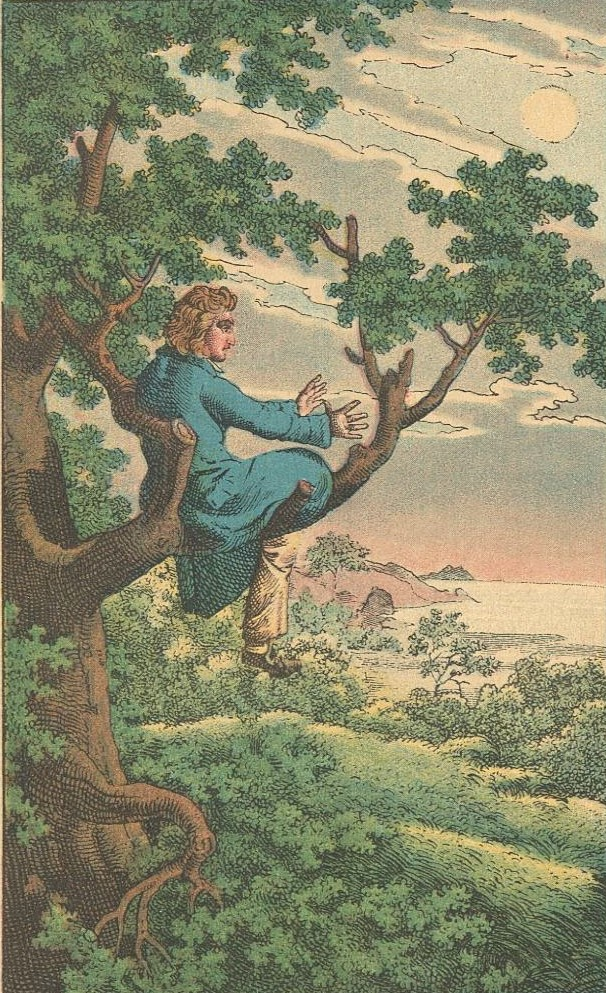
Der reisesüchtige Robinson, ein warnendes Beispiel für junge Leute, welche ohne gehörige Kenntnisse und hinreichende Erfahrung ihrer Neigung, die Welt zu sehen, folgen. Frankfurt an der Oder : Verlag von Trowitzsch und Sohn (ca. 1830)

Schon im Jahr nach Erscheinen der Originalausgabe des Werks waren in Deutschland vier verschiedene Übersetzungen erhältlich, ab 1722 folgte eine bedeutende Zahl von mehr oder weniger originellen deutschsprachigen Bearbeitungen des Stoffs. Zu den bedeutendsten unter diesen Robinsonaden zählen Johann Gottfried Schnabels Insel Felsenburg sowie der Schweizerische Robinson von Johann David Wyss. Eine der ersten Rezensionen mit Abbildung des Buchhelden im Holzschnitt fand sich 1720 in der Zeitschrift Remarquable Curiosa.
Die Robinsonaden orientierten sich teils mehr an der belehrenden, teils mehr an der abenteuerlichen Seite des Originals. Oft wurde im Titel der Name Robinson, sowie zur Unterscheidung von der Konkurrenz, der Beruf oder die Herkunftsregion des Helden genannt – letzteres insbesondere in Österreich.
Im deutschsprachigen Raum diente das Buch mehrfach als Vorlage für Jugendromane. Am erfolgreichsten wurde Robinson der Jüngere von Joachim Heinrich Campe (1779/80); das Werk gilt als erste spezifische deutsche Jugendschrift.
Im 2014 erschienenen Roman Kruso gestaltet der Autor Lutz Seiler die Freundschaft zwischen Kruso und Ed nach der Beziehung von Robinson und Freitag.
Österreichische Robinsonaden erschienen zahlreich ab der zweiten Hälfte des 18. Jahrhunderts und zeichneten sich in der Regel dadurch aus, dass sie Robinsons Gefährten Freitag durch eine weibliche Person ersetzten. Der ungarische Robinson Andreas Jelky von Ludwig Hevesi beruhte auf wahren Begebenheiten, ebenso wie der autobiographische kärntnerische Robinson von Leonhard Eisenschmied. Karl Temlichs österreichischer Robinson (1791) Andreas Geißler aus Wien ist dagegen ebenso fiktiv wie die meisten anderen. Bekannt ist auch der steirische Robinson (1793) und der Robinson aus Böhmen (1796), schließlich erschien 1802 Robinson der Ober-Österreicher, eine fiktive Autobiografie von Johann Georg Peyer.
In Frankreich publizierte Jules Verne mit "Die geheimnisvolle Insel" (L’Île mystérieuse) 1874 eine Robinsonade. Die in einem Ballon gestrandeten Südstaatlers verbleiben jedoch nicht lange in einem primitiven Zustand, sondern erschaffen eine eigene Zivilisation mit Metrik, Zeitmessung, Ackerbau, Keramik und schließlich Nitroglyzerin.

## Verfilmungen
Die Geschichte von Robinson Crusoe wurde seit der Stummfilmzeit vielfach verfilmt.
- 1902 wagte sich Georges Melies an eine erste Version.
- 1927 folgte die britische Produktion Robinson Crusoe.
- 1932 erschien Mr. Robinson Crusoe (Titelrolle und Produzent Douglas Fairbanks senior), eine komödiantische Version der klassischen Abenteuergeschichte von Daniel Defoe. Die Hauptfigur wettet mit Freunden, dass sie, wie Robinson Crusoe allein auf einer einsamen Südseeinsel überleben könne.
- 1946 erschien die sowjetische Fassung Robinson Kruso mit Pawel Kadotschnikow als Crusoe und Juri Ljubimow als Freitag. Dieser Film wurde als 3D-Film in Farbe gedreht und als erster Spielfilm auf einer Drahtraster-Leinwand vorgeführt. Dies ermöglichte es, ihn räumlich ohne die sonst üblichen 3D-Brillen anzusehen.
- 1954 nahm sich auch Luis Buñuel der Vorlage an (Robinson Crusoe) und erzielte damit einen unerwarteten kommerziellen Erfolg. Der Darsteller der Titelrolle Dan O’Herlihy wurde für den Oscar nominiert.
- Für die Reihe der Abenteuervierteiler des ZDF wurde die Geschichte von Robinson Crusoe 1964 als erster Stoff ausgewählt (Die seltsamen und einzigartigen Abenteuer des Robinson Crusoe aus York, von ihm selbst berichtet). Die Titelrolle spielte der bis dahin unbekannte Robert Hoffmann, den Freitag spielte Fabian Cevallos. Diese Fassung gilt als die bisher werkgetreueste Verfilmung.
- Die 1966 entstandene Walt-Disney-Produktion Robin Crusoe, der Amazonenhäuptling mit Dick Van Dyke in der Titelrolle war ein erfolgloser Versuch, den Stoff in der heutigen Zeit anzusiedeln.
- 1972 erschien eine weitere sowjetische Verfilmung. Regie führte Stanislaw Sergejewitsch Goworuchin.

Beachtung fand auch die von Jack Gold 1975 realisierte Verfilmung unter dem Titel Freitag und Robinson (Man Friday) mit Peter O’Toole (als Robinson) und Richard Roundtree (Freitag) in den Hauptrollen. Jack Gold hielt sich an die Geschichte, benutzte sie jedoch gleichzeitig dazu, die damaligen Vorstellungen vom „zivilisierten weißen Mann“ zu karikieren und somit gleichzeitig Kritik an Kolonialismus, Missionierung, Rassismus und ähnlichen Erscheinungen zu üben.
1976 drehte Sergio Corbucci mit Robinson jr. (auch Robinson Junior genannt) eine in der Gegenwart angesiedelte Parodie auf den Defoe-Stoff, in der ein luxusverwöhnter Mailänder Modedesigner (Paolo Villaggio) auf eine einsame Insel gespült wird und später einen weiblichen Freitag (Zeudi Araya) zur Seite bekommt.
1982 wurde von Krátky Film in Prag ein aufwendig produzierter Puppentrickfilm mit Zeichnungen als Rückblenden fertiggestellt. Dieser wurde in Deutschland erstmals 1983 als Die wundersamen Abenteuer des Robinson Crusoe (tschechischer Originaltitel: „Dobrodružství Robinsona Crusoe, námořníka z Yorku“) aufgeführt.
1988 gab es eine britische Fassung von Caleb Deschanel, in der Hauptrolle Aidan Quinn, Originaltitel Crusoe, deutscher Titel Robinson Crusoe – Reise ins Abenteuer. Die Filmmusik wurde von Michael Kamen komponiert.
In den USA gab es 1997 eine weitere Verfilmung mit Pierce Brosnan als Robinson Crusoe und William Takaku als Freitag, die jedoch der Originalerzählung nicht so nah ist wie die anderen. Die Regie führten George Miller und Rodney K. Hardey.
2002 drehte Thierry Chabert einen französischen Fernseh-Zweiteiler im Format 16:9 (Originaltitel: L’île de Robinson und Robinson et Vendredi, deutsche Titel: Die Insel des Robinson und Robinson und Freitag) mit Pierre Richard als Robinson (ca. 190 Min). Auch diese Fassung ist gesellschaftskritisch. So verlangt Robinson von seinem Diener Freitag zivilisiertes Verhalten und begründet es als Fortschritt gegenüber Freitags Volk, den Wilden. Jedoch zeigen sich die zivilisierten Europäer in diesem Film häufig als Feiglinge, Lügner und Mörder, wohingegen Freitag (Nicolas Cazalé) als Wilder eher die typischen Tugenden wie Mut, Charakterstärke, Treue und Ehrlichkeit aufweist. Abweichend von der Romanfassung begleitet Freitag Robinson am Ende zu seiner Plantage zurück und erlebt dort die Unterdrückung und Ausbeutung der Sklaven. Als Dunkelhäutiger wird er von den Weißen nicht respektiert. Sowohl Robinson als auch Freitag versuchen die Sklaven zu beschützen. Die anderen Plantagenbesitzer zünden daraufhin Robinsons Haus an. Robinson und Freitag flüchten nach Europa. Dort will Robinson die Idee verbreiten, dass alle Menschen gleich sind.
Das Motiv der Geschichte bildet die Basis für weitere Filme. So weist unter anderem Robert Zemeckis’ Film Cast Away – Verschollen mit Tom Hanks als Verschollenem unverkennbare Parallelen zur Darstellung des Crusoe auf.
Bereits 1964 drehte der US-amerikanische Regisseur Byron Haskin unter dem Titel Robinson Crusoe on Mars, vom deutschen Verleih Notlandung im Weltraum betitelt, eine Science-Fiction-Version.
Auch die bereits vier Verfilmungen des Romans von Henry De Vere Stacpoole von 1908 (1923, 1949, 1980, 2012) sind im engen Sinne Robinsonaden.
Die blaue Lagune (Originaltitel: The Blue Lagoon) ist ein US-amerikanisches Filmdrama aus dem Jahr 1980. Die Regie führte Randal Kleiser, das Drehbuch schrieb Douglas Day Stewart anhand des gleichnamigen Romans von Henry De Vere Stacpoole aus dem Jahr 1908. Die Hauptrollen spielten Brooke Shields und Christopher Atkins.
2012 wurde der TV-Film Blue Lagoon: The Awakening im US-amerikanischen TV ausgestrahlt. Storyline Entertainment und Peace Out Prods produzierten den Film in Zusammenarbeit mit Sony Pictures Television. In den Hauptrollen Brenton Thwaites und Indiana Evans.
Aus Italien kam 1982 der Erotik-Abenteuerfilm Trauminsel – Zärtlichkeit und Gefahr im Tropenparadies, von Luigi Russo, mit Sabrina Siani, Fabio Meyer und Mario Pedone.
Im Jahr 2005 drehte die Private Media Group eine Porno-Adaption namens Robinson Crusoe on Sin Island, die mit einem AVN Award ausgezeichnet wurde.
In Deutschland sind ferner einige Hörspiele und Lesungen erschienen. Besonders erwähnenswert sind hierbei eine Lesung von Rufus Beck, erschienen bei Hörbuch Hamburg, und ein Hörspiel in der Bearbeitung und unter der Regie von Sven Stricker, erschienen 2005 beim Münchner Hörverlag, das auf der Urfassung des Stoffes basiert.
2008/2009 wurde bei NBC eine TV-Serie namens Crusoe ausgestrahlt. Dort hat der gestrandete Robinson, gespielt von Philip Winchester, bereits eine Familie und zwei Kinder, die er auf der Flucht vor falschen Anschuldigungen verlassen musste, und will nichts sehnlicher als zu ihnen zurück. Er rettet Freitag (Tongayi Chirisa) und lebt mit ihm fortan auf der Insel, auf der der technisch und handwerklich begabte Crusoe schon einiges gebaut hat.

## Bedeutung für die phantastische Literatur

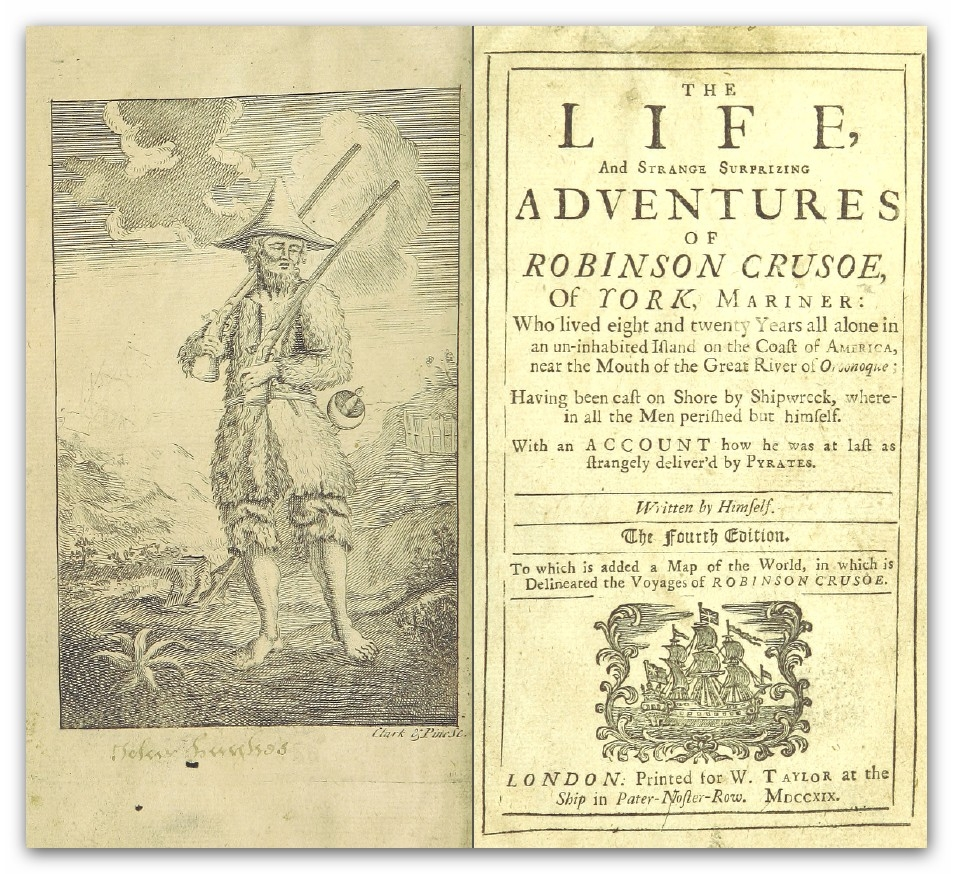
Titelseite von Defoes Robinson Crusoe (Erstausgabe London: W. Taylor, 1719)

Stärker als z. B. in Edgar Allan Poes Seltsame Erlebnisse des Arthur Gordon Pym aus Nantucket (1838) und anders als in H. G. Wells’ Die Zeitmaschine (1895) tritt in Robinson Crusoe der Mensch in die Ödnis des Raumes, der Zeit und der Ewigkeit. Dadurch kann die den Menschen bedrückende Einsamkeit ganz in ihrer Schwere empfunden werden und hat der Roman bedeutenden Einfluss auf die Science-Fiction genommen. Neben weiteren ungezählt-unterschiedlichsten Anregungen – wie etwa auf den Titel The Life and Opinions of Tristram Shandy, Gentleman (1759–1767) von Lawrence Sterne – liefern The Life and Strange Surprizing Adventures of Robinson Crusoe of York, Mariner Vorlage wie Hintergrund von The Lord of the Flies (1954), für den William Golding 1983 mit dem Literaturnobelpreis ausgezeichnet wurde.

## Sonstiges
- In Bremen steht seit 1926 das Robinson-Crusoe-Haus in der Böttcherstraße.
- Eine der umfassendsten Robinsonaden-Bibliotheken weltweit mit rund 4000 Werken in mehr als 50 Sprachen befindet sich im Kunst(Zeug)Haus in der Schweizer Gemeinde Rapperswil-Jona am Zürichsee. Der international tätige Wirtschaftsanwalt Peter Bosshard und seine Frau Elisabeth trugen die Sammlung zusammen. Das größte Juwel ist eine Zweitauflage des 1719 erschienenen zweiten Teils von Daniel Defoes Original-Robinson.[10][11]
- Der Künstler Werner Kruse (1910–1994) arbeitete unter dem Pseudonym Robinson.
- Die Gemeinde Deensen hat Crusoe im Ortswappen.[12] Joachim Heinrich Campe, Verfasser von Robinson der Jüngere, wurde dort geboren.
- 1872 schuf Alexandra Nikititschna Annenskaja die erste Übersetzung ins Russische.
- 2012 erschien das kooperative Brettspiel Robinson Crusoe.

## Deutsche Ausgaben

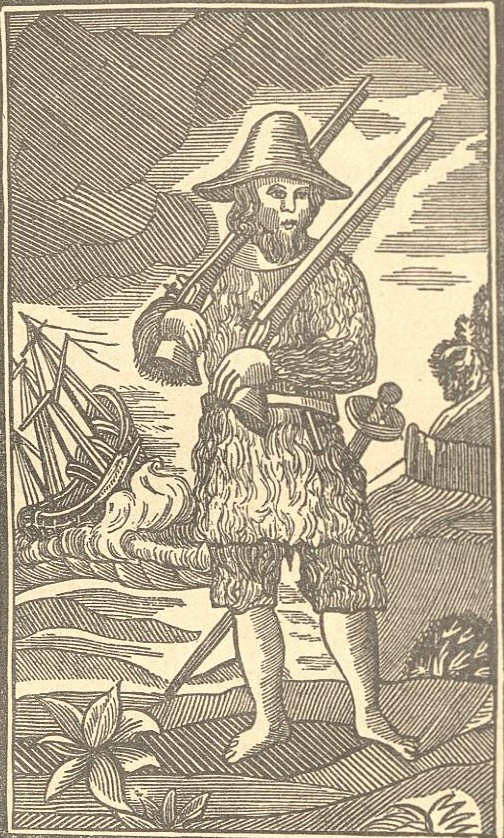
Titelbild einer frühen deutschen Ausgabe 1731

Der Text ist in unterschiedlichen (gekürzten bzw. vollständigen) Ausgaben und unterschiedlichen Übersetzungen erschienen.
- Daniel Defoe: Robinson Crusoe, kommentierte vollständige Neuübersetzung von Rudolf Mast, Mareverlag 2019, ISBN 978-3-86648-291-3. (Bibliophile Ausgabe, Leinen im Schmuckschuber.)
- Daniel Defoe: Robinson Crusoe, gekürzte Jugendbuchausgabe, Ueberreuter-Verlag 2016, ISBN 3-7641-7047-6.
- Daniel Defoe: Robinson Crusoe, vollständige Ausgabe, Übersetzung: Karl Altmüller, Anaconda-Verlag 2015, ISBN 978-3-7306-9103-8.
- Daniel Defoe: Robinson Crusoe, gekürzte Ausgabe, Übersetzung: Anna Thuten, Bernhard Lamey (bearb.), Reclam Stuttgart 2013, ISBN 978-3-15-007611-8.
- Daniel Defoe: Robinson Crusoe, vollständige Ausgabe, Übersetzung: Hans Reisiger, Reclam Stuttgart 2012, ISBN 978-3-15-020244-9.
- Daniel Defoe: Robinson Crusoe, bearbeitete Jugendbuchausgabe, Übersetzung: Käthe Recheis, Carlsen-Verlag 2010, ISBN 978-3-551-35870-7.
- Daniel Defoe: Robinson Crusoe, Übersetzung Franz Riederer, Essay von Hans-Rüdiger Schwab mit einer Zeittafel. Mit den Illustrationen der Amsterdamer Ausgabe von 1726/1727, Deutscher Taschenbuch-Verlag 2010, ISBN 978-3-423-13881-9.
- Daniel Defoe: Robinson Crusoe, Übersetzung als Kinderbuch Lore Krüger, Aufbau-Verlag 2010, ISBN 978-3-7466-2612-3.
- Daniel Defoe: Das Leben und die seltsamen Abenteuer des Robinson Crusoe, einem Seeman aus York, der achtundzwanzig Jahre allein auf einer unbewohnten Insel vor der Küste Amerikas, nahe der Küste des Orinoko-Stromes, verbrachte, wohin er als Überlebender eines Schiffbruchs verschlagen worden war ; mit einem Bericht, wie er schließlich auf ebenso außergewöhnliche Weise durch Piraten befreit wurde ; geschrieben von ihm selbst. Roman Aus dem Engl. von Martin Schoske, ungekürzte Ausgabe, Fischer Frankfurt, 2008, ISBN 3-596-90052-2.
- Daniel Defoe: Robinson Crusoe, bearbeitete Jugendbuchausgabe, Übersetzung: Sybil Gräfin Schönfeldt, Omnibus-Verlag 2007, ISBN 978-3-570-21868-6.
- Daniel Defoe: Robinson Crusoe, Übersetzung: Hilde Linnert, Verlag Kaiser 2002, ISBN 978-3-7043-1316-4. (Jugendbuchausgabe, Neuauflage?)
- Daniel Defoe: Robinson Crusoe, Bearb. der dt. Übers. aus dem Jahr 1836 von Dorothea Rahm Arena-Verlag 1999, ISBN 978-3-401-00256-9. (7. Auflage, Kinderbuch)
- Daniel Defoe: Robinson Crusoe. Ill. von Ludwig Richter, Übers. von Hannelore Novak, Insel Verlag, Frankfurt am Main 1983, ISBN 978-3-458-31741-8.
- Daniel Defoe: Robinson Crusoe, Zeichn. von Werner Blaebst, Übersetzung Walter Scharf, Loewe-Verlag 1992, ISBN 978-3-7855-2514-2. (Als Jugendbuch)
- Daniel Defoe: Robinson Crusoe, Bd. 1/2. Aus d. Engl. übertr. von Franz Riederer, Nachwort Ernst Gerhard Jacob,  Ill. d. Amsterdamer Ausg. von 1726/1727, Winkler, München 1966.
- Daniel Defoe: Robinson Crusoe. Neu übersetzt für die Jugend, Marianne Wagner, Zeichnungen von Gerhard Oberländer, Kurzausgabe, Heinrich Ellermann, München 1956, ISBN 978-3-423-07064-5.
- Daniel Defoe: Leben und Abenteuer des weltberühmten Engländers Robinson Crusoe, Übersetzung und Bearbeitung: Josef S. Viera, Enßlin und Laiblin Verlag 1949.
- Daniel Defoe: Robinson Crusoe in Einfacher Sprache, Spaß am Lesen Verlag 2017, ISBN 978-3-944668-67-3.
- Daniel Defoe: Robinson Crusoe, Für die Jugend frei bearbeitet von Robert Polt, Sonderausgabe für Südwest-Verlag München, ISBN 3-517-00364-6.
- Daniel Defoe: Robinson Crusoe, Hegel & Schade, Leipzig 1922 Digitalisat.
- Daniel Defoe: Robinson Crusoe, Spamer, Leipzig 1904 Digitalisat.
- Daniel Defoe: Robinson Crusoe, Wigand, Leipzig 1881 Digitalisat.

## Literarische Bearbeitungen
- Joachim Heinrich Campe: Robinson der Jüngere. Reclam, Stuttgart 2000, ISBN 978-3-15-007665-1.
  - Robinson the Younger. Bremen 1800. Digitalisat
- Johann Karl Wezel: Robinson Krusoe. Rütten & Loening, Berlin 1990, ISBN 3-352-00199-5.
- Michel Tournier: Freitag oder Im Schoß des Pazifik. 1968.
- András Dékány: Die letzten Abenteuer Robinson Crusoes. Aus dem Ungarischen, 1970.

## Musikalische Bearbeitungen
- Robinson Crusoé, eine Oper von Jacques Offenbach (1867)

## Satire
- Franz von Pocci: Buchhändler-Anzeige: Der neue Robinson Crusoe. In: Fliegende Blätter, Bd. 1, Heft 14, München 1845, S. 108–110.
- Wolfgang Kauer: Der neue Wiener Robinson. Bänkellied. - In: Wolfgang Kauer: Magenta Verde. Prosa, Lyrik, Aphorismen. Verlag arovell, Gosau, Salzburg, Wien 2009, S. 68–69. ISBN 978-3-902547-73-6.